# Skogsfinnar
Skogsfinnar (finska: metsäsuomalaiset; bokmål: skogfinner; nynorska: skogfinnar), var svedjebrukande finnar, från Savolax och andra delar av dåvarande östra rikshalvan av Sverige som flyttade till granskogsområden från Kolmården och Tiveden i söder till södra lappmarken i norr, samt Norge och Nordamerika (Nya Sverige) från 1590-talet till omkring 1640. Begreppet "svedjefinnar" var tidigare[när?] det vanliga, men har numera ersatts (i Sverige) av begreppet "skogsfinnar", då deras näringsfång var vida större än enbart svedjebruk. Det finns uppskattningsvis 1,7 miljoner svenskar, och drygt en halv miljon norrmän, med skogsfinskt påbrå.
Skogsfinnarna försörjde sig genom bland annat svedjebruk, boskapsskötsel och åkerbruk, men omkring 1640 begränsades svedjebruk i lag för att skogen behövdes i allt större utsträckning för bergsbruk. Savolaxarna blev då torpare i Bergslagen med skyldighet att arbeta som kolare knutna till bergsbruken. På andra platser fortsatte svedjebruket längre och en del blev även skogsägare. Några försörjde sig också genom försäljningen av traditionella hantverk beroende på var de bodde. Modern forskning visar att svedjebruket vissa år gav enorma skördar och att de hade sin bästa tid under de första decennierna. De finnar som arbetat inom svenskt hyttbruk sedan mitten av 1500-talet kunde även komma från andra delar av östra rikshalvan. Dessutom var fiske och jakt av betydelse.

## Bakgrund
Orsaken till flyttvågen var bland annat markbrist i de finländska skogarna, svält till följd av lilla istiden och den svenska statens intresse av att bryta nya marker i barrskogsmarker, något som underlättades av savolaxbornas färdigheter i svedjeteknik. För nyodlingen fick de några skattefria år av staten efter utfärdande av kunglig resolution. Flyttvågen accentuerades efter klubbekriget — ett bondeuppror i Österbotten från 1570-talet till 1597.
Finnar kom till gruvor och hyttor i Bergslagen redan vid 1500-talets mitt. Det finns såväl sägner som trovärdiga uppgifter om att finnar stött på rika malmådror. Till de säkra uppgifterna hör Mårten Finne (1628) beträffande Nya Kopparberget i Ljusnarsbergs socken och Göran Simonsson Puttoinen (1639) beträffande Hällefors silvergruva i Västmanland.
Svedjefallet i stora orörda skogsmarker gav upphov till en lättrörlig och mycket expansiv befolkning. Savolaxarnas kolonisation av tidigare erämarker i Finland var snabb och omfattande på 1500-talet. När tillgången på outnyttjade områden minskade i Finland, började savolaxare söka sig över till den västra rikshalvans barrskogar. En bidragande orsak till flyttningsrörelsen var också de bördor och missförhållanden som befolkningen i Finland drabbades av genom Gustav Vasas söners krigföring mot Polen och Ryssland.

## Finnmarker
Svedjefinnar kom till de egentliga finnmarkerna först under 1580- och 1600-talets början. Tidigare fanns bosättningen i älvdalarna, kring vattensystem och på lättodlade slätter, medan de stora skogarna stod orörda. Många bosatte sig även i skogarna på den norska sidan om gränsen, och området på båda sidor gränsen kallas Finnskogen. År 1686 fanns något över 1 200 finnar i Norge. Man räknar med att 10 000–15 000 finnar i huvudsak från Savolax och norra Tavastland, många från Rautalampi, flyttade till Värmland, Dalarna, Västmanland, Hälsingland, Medelpad, Ångermanland och södra Lappland från 1570 och fram till början av nästa sekel. Grannäs är ett exempel på finnbosättning i södra Hälsingland som kartlagts genom arkeologiska utgrävningar.

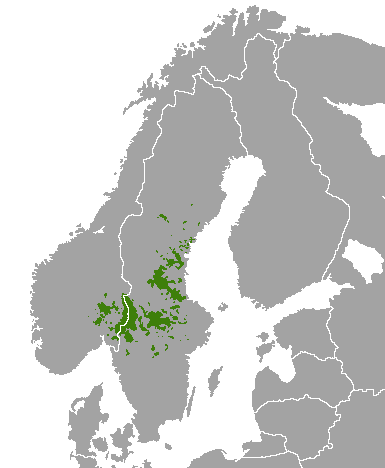
Karta över skogsfinsk bosättning.

De skogsområden där många finska bosättningar funnits kallades finnskogar. Gårdarna och byarna som bebotts av skogsfinnar kallas finnbosättningar. Behovet av en specifik gårdsbenämning grundar sig på de särskilda omständigheter som ofta funnits kring etableringen: skattefrihet, svedjebruk, bebyggelsens art med ria, rökstuga och bastu.
Hur det såg ut i en sådan rökstuga beskrevs av en kapellpredikant i Norra och Södra Finnskoga på 1830-talet:
| ” | Där sitta de sotiga kvinnorna och spinna, väva m.m. På den från själva ugnen utskjutande grundmuren sitta, särdeles om vintern, en eller flera rännarkäringar med pipan i munnen och berätta nytt och gammalt, skett och oskett. Ovanifrån titta barnen och katten under röken, som utgår genom en trumma på taket, ned från sina liggställen. Runt kring väggarna äro väggfasta bänkar och mitt på långväggen ett plankbord. När gråstensugnen en gång är uppeldad, är den tillräcklig att i den strängaste köld fullkomligen för hela dygnet värma dessa stugor. Till upplysning i dessa mörka boningar brukas aldrig annat än stickor, vilka nedtagas från förrådet på tvärstockarna. I taket fästas en eller flera i stickhållaren eller lyskäringen. | „ |

## Svedjebruk och andra näringsgrenar
Finnarna valde ut gammal näringsrik granskog, helst södersluttningen av en bergås. Ju högre belägen, desto bättre var marken, för då minskade faran för nattfrost med åtföljande nödår och svält. På den utsedda platsen fälldes alla träd och fick ligga och torka till nästkommande sommar. Timret togs tillvara, resten spreds jämnt ut över svedjan så att ytskiktet (där näringen finns) skulle brinna jämnt och långsamt för att få bäst effekt. Detta skulle enligt en gammal tradition ske på tre platser och med tre slags eld: skotteld, flinteld och gnideld, som uppkom genom att trästycken gneds mot varandra. Då eldarna möttes, skulle det smälla; och ju hårdare det small, desto bättre blev rågen, trodde man. Så snart elden slocknat, och innan askan svalnat, skyndade man sig att luckra upp marken med en hacka eller med en enkel harv bestående av granar med vidsittande grenstumpar. Därefter såddes finnrågen direkt på askan.

Svedjebruket hade emellertid inte bara betydelse för åkerbruket utan även för boskapsskötseln, som för finnarna var en ännu viktigare näringsgren. När sveden inte längre bar sädesskördar blev den nämligen en utmärkt betesmark, ända till dess skogen växte tillbaka. Tiondelängder visar också att finnarna redan från början bröt åker med finnplogen och sådde såväl korn som havre. Vinterfoder till kreaturen skaffade man sig huvudsakligen genom slåtter på myrarna.

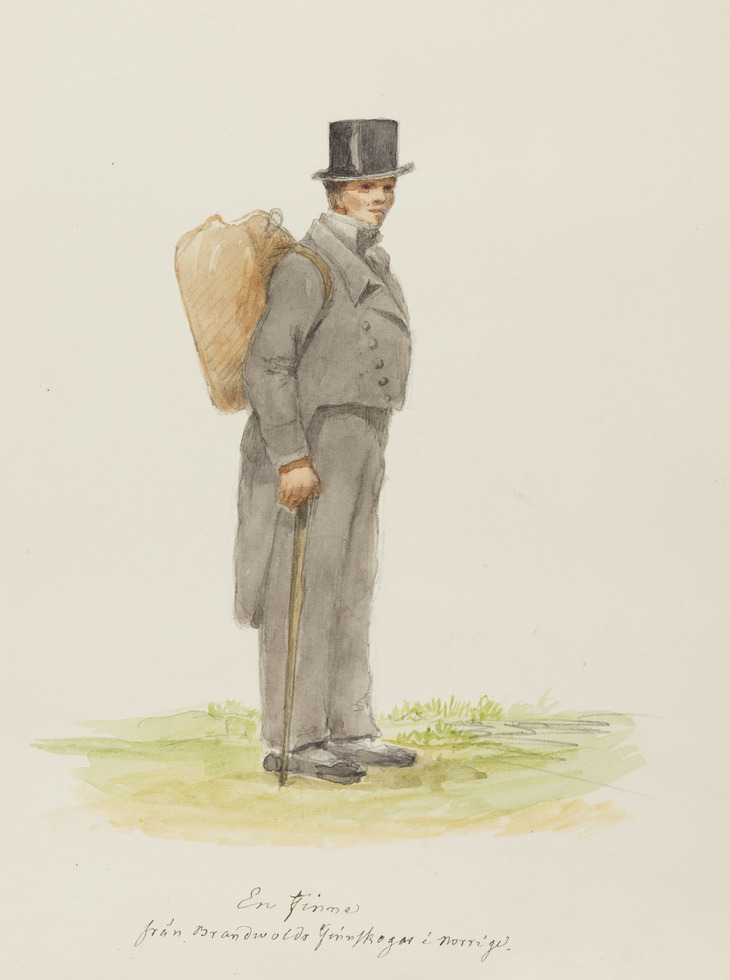
Skogsfinne från Sverige eller Norge i början av 1800-talet.

Skogsfinnarna deltog även i bergsbruket, oftast som arbetare åt de svenska bergsmännen. De arbetade i gruvorna, gjorde dagsverken vid hyttorna och körde kol och timmer. De ansågs dessutom vara skickliga smeder.
Finnarna ansågs vara trollkunniga i hög grad, och denna uppfattning gav de näring till genom att använda sig av besvärjelser för att bota sjukdomar, skydda boskapen från rovdjur och få fiskelycka. De ansågs kunna hitta stulna saker, men misstänktes också för att på långt avstånd kunna överföra sjukdomar till både människor och djur.

## Svenska statens roll
Flyttvågen kan ha påverkats av en medveten kolonisationspolitik initierad av Karl IX. Kronan var betjänt av kolonisationen eftersom den på sikt gav nya skattebetalare. Därför understöddes den genom betydande skattelättnader. Det som irriterade myndigheterna var "lösfinnarna", den icke bofasta befolkningen som letade egna nybyggarplatser och till viss del bestod av unga män, lyckosökare och ibland även förrymda soldater. De uppfattades som oproduktiva parasiter men var i själva verket nödvändig arbetskraft inom svedjebruket och beskyddades därför i hög utsträckning av den bofasta befolkningen. Sedermera började centralregeringen också frukta att skogen skulle ta slut och ville därför reservera skogsresurserna för framställning av träkol till järnbruken. Svedjandet förbjöds i de nya skogsordningarna som gavs 1647 och 1664, ett förbud som i praktiken inte blev absolut.
Finnar som inte skaffat sig egen gård och betalade skatt klagade över att de på grund av förbudet blivit fredlösa. I Värmlands bergslag uppstod på sina håll blodiga sammandrabbningar mellan svenskar och lösfinnar.

## Finnmarkskulturen

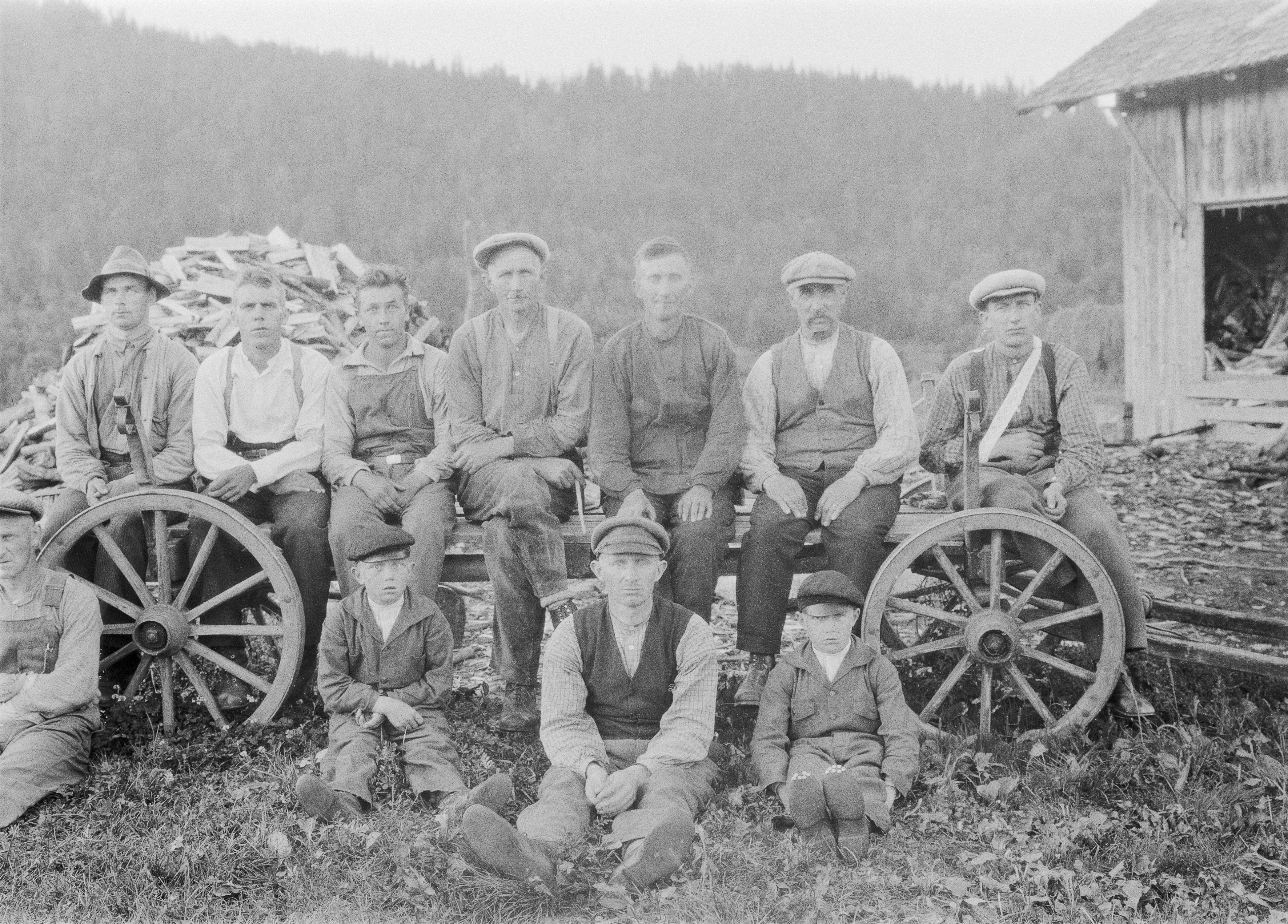
Skogsfinnar fotograferade i skördetid 1931 i Purala, Östmark.

Ännu mot slutet av 1600-talet kunde finnarna i Gästriklands och Hälsinglands skogsbygder inte mycket svenska. Den dåvarande kyrkoherden i Gävle, Johan Henrik Schaefer, som var född i Åbo och kunde tala finska, fann vid sina visitationsresor bland "de arme finnar" i dessa trakter att de "sväva uti hedniskt mörker och icke haft den ringaste kunskap om vare sig Gud eller Kristo". Prästerna hade inte förstått dem och de ej heller prästerna, och de "bondetolkar" som prästerna använt vid sina samtal med finnarna hade ofta grovt misstolkat båda parternas ord.
Skogsfinnarna lärde sig efterhand svenska och blev tvåspråkiga, men bibehöll sin kulturella särart och det finska språket. Blandäktenskap blev tidigt vanliga. Finnmarkskulturen präglades av en särskild folktro. Finnarna hade länge rykte om sig att vara trolldomskunniga. Åren 1817 och 1821–22 företog den Savolax-födda finlandssvenske studenten Carl Axel Gottlund resor till de svenska och norska finnbygderna. Under dessa resor beskrev han i en mycket utförlig dagbok ortnamn, gårdar och deras invånares olika släktnamn. Vid tiden var 17–18 procent av Värmlands befolkning eller cirka 25 000 personer finnättlingar.
Sedan början av 1900-talet är skogsfinnarna assimilerade bland övrig befolkning. Det finska språket talas inte längre och endast ortnamn påminner om det finska arvet. Det var i områden med större bosättningar med finska enklaver som finnarna ganska länge kunde undgå assimilering och upplösning. Främst gällde det i den största av de värmländska finnbygderna utmed norska gränsen i Fryksdalen och Klarälvdalen, speciellt i socknar som Östmarks socken, Nyskoga socken, Södra Finnskoga socken och Vitsands socken samt Grue Finnskog i Norge, som hade en homogen finsk bosättning inom ett brett skogsområde av 14–15 mils längd. Från Värmland finns cirka 7 000 finska ortnamn nedtecknade, varav 4 000 är i gängse bruk eller fortlever i folkminnet. En av de sista finskkunniga i Värmlands finnskogar var Henrik Olsson (1895–1980). Finskan hade överlevt 350 år isolerat utan skriftspråk.
De flesta människor med rötter i de landskap skogsfinnarna slog sig ned i har skogsfinnar bland sina anfäder. Kända personer med skogsfinskt påbrå är bland andra prins Daniel, Björn Skifs, Dan Andersson, Gunnar Myrdal, Sven-Göran Eriksson, Leif Boork och Tage Erlander.